# Adrian González Velasco
Adrián González Velasco (Burgos, 13 de septiembre de 1992) es un ciclista e ingeniero español que fue profesional de 2015 a 2018. Su mejor logro como profesional lo consiguió en la segunda etapa de Vuelta Madrid 2015, donde finalizó tercero. 
A finales de noviembre de 2018 anunció su retirada como ciclista profesional al no encontrar equipo. Se retiró con 26 años y tras pasar cuatro años como profesional.

## Palmarés
No consiguió ninguna victoria como profesional.